# 沖縄 (小惑星)
沖縄 (おきなわ、13188 Okinawa) は、小惑星帯の小惑星である。佐藤直人が、1996年に秩父市で発見した。
宇宙航空研究開発機構 (JAXA) の通信施設が沖縄本島の恩納村にあることから、沖縄県に因んで命名された。